# Edition Ananael
Die Edition Ananael (vollständiger Name Edition Ananel Verlag Michael Zoe Dewitt) ist ein österreichischer Independent-Verlag für Magie, Okkultismus und Naturreligion. Gegründet wurde er im Jahr 1990 durch Michael DeWitt. Seinen Sitz hat er in der Landeshauptstadt Wien.

## Veröffentlichungen (Auswahl)
- Peter James Carroll: Liber Kaos: Das Psychonomikon. Übersetzt von Günther Ludvig und Michael DeWitt, 1994, ISBN 3-901134-05-0.
- Vivianne Crowley: Phoenix aus der Flamme: Heidnische Spiritualität in der westlichen Welt, 1995, ISBN 978-3-901134-08-1
- Stephen Flowers: Feuer und Eis. Die magischen Geheimlehren des deutschen Geheimordens Fraternitas Saturni, ins Deutsche übertragen von Michael DeWitt, 1993, ISBN 3-901134-03-4.
- Jan Fries: Helrunar. Ein Handbuch der Runenmagie, 2018, ISBN 978-3-901134-18-0
- Austin Osman Spare: Gesammelte Werke, 1990, ISBN 3-901134-00-X